# Temporada 1986-87 de los Indiana Pacers
La temporada 1986-87 fue la undécima de los Indiana Pacers en la NBA, tras la fusión de la liga con la ABA, donde había jugado nueve temporadas más. La temporada regular acabó con 41 victorias y 41 derrotas, ocupando el séptimo puesto de la conferencia Este, clasificándose para los playoffs, en los que cayeron en primera ronda ante los Atlanta Hawks.

## Elecciones en elDraft
| Ronda | Puesto | Jugador          | Posición  | Nacionalidad   | Universidad |
| ----- | ------ | ---------------- | --------- | -------------- | ----------- |
| 1     | 4      | Chuck Person     | Alero     | Estados Unidos | Auburn      |
| 2     | 26     | Greg Dreiling    | Pívot     | Estados Unidos | Kansas      |
| 5     | 95     | Richard Rellford | Ala-Pívot | Estados Unidos | Michigan    |

## Temporada regular
| División Central    | División Central | División Central | División Central | División Central | División Central | División Central | División Central | División Central |
| Equipo              | G                | P                | %                | PD               | Casa             | Fuera            | Div              |                  |
| ------------------- | ---------------- | ---------------- | ---------------- | ---------------- | ---------------- | ---------------- | ---------------- | ---------------- |
| y-Atlanta Hawks     | 57               | 25               | .695             | –                | 35–6             | 22–19            | 17–13            |                  |
| x-Detroit Pistons   | 52               | 30               | .634             | 5                | 32–9             | 20–21            | 17–13            |                  |
| x-Milwaukee Bucks   | 50               | 32               | .610             | 7                | 32–9             | 18–23            | 17–13            |                  |
| x-Indiana Pacers    | 41               | 41               | .500             | 16               | 28–13            | 13–28            | 13–16            |                  |
| x-Chicago Bulls     | 40               | 42               | .488             | 17               | 29–12            | 11–30            | 17–12            |                  |
| Cleveland Cavaliers | 31               | 51               | .378             | 26               | 25–16            | 6–35             | 8–22             |                  |

## Playoffs

### Primera ronda
Atlanta Hawks vs. Indiana Pacers 
| Fecha       | Partido                              | Ciudad       |
| ----------- | ------------------------------------ | ------------ |
| 24 de abril | Atlanta Hawks 110, Indiana Pacers 94 | Atlanta      |
| 26 de abril | Atlanta Hawks 94, Indiana Pacers 93  | Atlanta      |
| 29 de abril | Indiana Pacers 96, Atlanta Hawks 87  | Indianápolis |
| 1 de mayo   | Indiana Pacers 97, Atlanta Hawks 101 | Indianápolis |
|             | Atlanta Hawks gana las series 3-1    |              |

## Estadísticas
| Rk | Jugador           | Edad | P  | PT | MP   | TC  | TCI  | %TC  | T3  | T3I | %T3  | TL  | TLI | %TL  | RO  | RD  | RT  | AS  | RB  | TAP | BP  | FP  | PTS  |
| -- | ----------------- | ---- | -- | -- | ---- | --- | ---- | ---- | --- | --- | ---- | --- | --- | ---- | --- | --- | --- | --- | --- | --- | --- | --- | ---- |
| 1  | Chuck Person      | 22   | 82 | 78 | 36.0 | 7.7 | 16.6 | .468 | 0.6 | 1.7 | .355 | 2.7 | 3.6 | .747 | 2.0 | 6.2 | 8.3 | 3.6 | 1.1 | 0.2 | 2.6 | 3.8 | 18.8 |
| 2  | Steve Stipanovich | 26   | 81 | 81 | 34.1 | 4.7 | 9.4  | .503 | 0.0 | 0.0 | .250 | 3.8 | 4.5 | .837 | 2.3 | 6.0 | 8.3 | 2.2 | 1.3 | 1.2 | 1.6 | 3.8 | 13.2 |
| 3  | Herb Williams     | 28   | 74 | 67 | 34.1 | 6.1 | 12.7 | .480 | 0.0 | 0.1 | .000 | 2.7 | 3.6 | .740 | 1.9 | 5.4 | 7.3 | 2.4 | 0.8 | 1.3 | 2.0 | 3.4 | 14.9 |
| 4  | Vern Fleming      | 24   | 82 | 82 | 31.1 | 4.5 | 8.9  | .509 | 0.0 | 0.1 | .200 | 2.9 | 3.7 | .788 | 1.3 | 2.7 | 4.1 | 5.8 | 1.3 | 0.2 | 2.0 | 2.7 | 12.0 |
| 5  | John Long         | 30   | 80 | 68 | 28.3 | 6.1 | 14.6 | .419 | 0.2 | 0.8 | .284 | 2.7 | 3.1 | .890 | 0.9 | 1.8 | 2.7 | 3.2 | 1.2 | 0.1 | 1.9 | 2.1 | 15.2 |
| 6  | Wayman Tisdale    | 22   | 81 | 15 | 26.7 | 5.7 | 11.0 | .513 | 0.0 | 0.0 | .000 | 3.2 | 4.5 | .709 | 2.7 | 3.2 | 5.9 | 1.4 | 0.6 | 0.3 | 1.7 | 3.6 | 14.5 |
| 7  | Clint Richardson  | 30   | 78 | 14 | 17.9 | 2.8 | 6.0  | .467 | 0.1 | 0.2 | .353 | 0.8 | 0.9 | .797 | 0.7 | 1.2 | 1.8 | 3.1 | 0.6 | 0.1 | 1.1 | 1.4 | 6.4  |
| 8  | Kyle Macy         | 29   | 76 | 0  | 16.4 | 2.2 | 4.5  | .481 | 0.2 | 0.6 | .304 | 0.4 | 0.5 | .829 | 0.3 | 1.2 | 1.5 | 2.6 | 0.8 | 0.1 | 0.8 | 1.8 | 4.9  |
| 9  | Clark Kellogg     | 25   | 4  | 4  | 15.0 | 2.0 | 5.5  | .364 | 0.3 | 0.5 | .500 | 0.8 | 1.0 | .750 | 1.8 | 1.0 | 2.8 | 1.5 | 1.3 | 0.0 | 1.0 | 3.0 | 5.0  |
| 10 | Michael Brooks    | 28   | 10 | 0  | 14.8 | 1.3 | 3.7  | .351 | 0.0 | 0.0 |      | 0.7 | 1.0 | .700 | 0.9 | 1.9 | 2.8 | 1.1 | 0.9 | 0.0 | 1.1 | 1.9 | 3.3  |
| 11 | Ron Anderson      | 28   | 63 | 0  | 11.4 | 2.2 | 4.7  | .473 | 0.0 | 0.1 | .000 | 1.3 | 1.7 | .787 | 1.2 | 1.2 | 2.4 | 0.9 | 0.5 | 0.0 | 0.9 | 1.0 | 5.8  |
| 12 | Walker Russell    | 26   | 48 | 0  | 10.6 | 1.3 | 3.4  | .388 | 0.0 | 0.3 | .125 | 0.6 | 0.8 | .730 | 0.4 | 0.8 | 1.1 | 2.7 | 0.4 | 0.1 | 1.3 | 1.3 | 3.3  |
| 13 | Pete Verhoeven    | 27   | 5  | 0  | 8.8  | 1.0 | 2.8  | .357 | 0.0 | 0.0 |      | 0.0 | 0.0 |      | 0.4 | 1.0 | 1.4 | 0.4 | 0.4 | 0.2 | 0.0 | 2.2 | 2.0  |
| 14 | Stuart Gray       | 23   | 55 | 1  | 8.3  | 0.7 | 1.8  | .406 | 0.0 | 0.0 |      | 0.5 | 0.7 | .718 | 0.7 | 1.6 | 2.3 | 0.5 | 0.2 | 0.5 | 0.7 | 1.7 | 2.0  |
| 15 | Greg Dreiling     | 24   | 24 | 0  | 5.3  | 0.7 | 1.5  | .432 | 0.0 | 0.0 |      | 0.4 | 0.5 | .833 | 0.5 | 1.3 | 1.8 | 0.3 | 0.1 | 0.1 | 0.3 | 1.8 | 1.8  |

## Galardones y récords
| Jugador      | Galardón                                                     |
| Chuck Person | Rookie del Año de la NBA Mejor quinteto de rookies de la NBA |